# Šibki hipernaboj
Šibki hipernaboj (oznaka {\displaystyle Y_{W}\,}) je kvantno število, ki je povezano z električnim nabojem in tretjo komponento izospina. Odgovarja umeritveni simetriji U(1).

## Definicija
Šibki hipernaboj je generator elektrošibke umeritvene grupe.
Določen je z obrazcem, ki je podoben Gell-Mann-Nišidžimovemu obrazcu za hipernaboj v močnih interakcijah :
{\displaystyle \qquad q=T_{3}+{Y_{W} \over 2}}
kjer je
- {\displaystyle q\,} električni naboj
- {\displaystyle T_{3}\,} tretja komponenta šibkega izospina
- {\displaystyle Y_{W}\,} šibki hipernaboj
- {\displaystyle q\,} električni naboj.

To je enako (dobimo z enostavno preureditvijo)
{\displaystyle \qquad Y_{W}=2(Q-T_{3})}

## Povezava barionskim in leptonskim številom
Šibki hipernaboj je povezan tudi z razliko med barionskim ({\displaystyle B\,})in leptonskim številom ({\displaystyle L\,}). To razliko označujemo kot B – L.
Šibki hipernaboj lahko napišemo kot 
{\displaystyle X+2Y_{W}=5(B-L)\,}
kjer je 
- {\displaystyle X\,} kvantno število, povezano s teorijo velikega poenotenja.

Kvantno število {\displaystyle X\,} se ohranja. Ker pa se ohranja tudi šibki hipernaboj, 

### Razpad nevtrona
Nevtron razpade na naslednji način
n0 → p+ + e- + νe0
Pri razpadu se mora ohraniti barionsko ({\displaystyle B\,}) in leptonsko število ({\displaystyle L\,}). To pomeni, da se ohranja tudi razlika B - L.

### Razpad protona
Razpad protona predvidevajo nekatere teorije velikega poenotenja.
p+ → e+ + 2γ
Ohranja se B – L, čeprav se pri tem krši ohranitev leptonskega in barionskega števila.